# Glennhuntia glennhunti
Glennhuntia glennhunti is een hooiwagen uit de familie Phalangodidae.